# Sander van der Weide
Sander Petrus Henricus van der Weide (ur. 21 czerwca 1976 w Boxtel) – holenderski hokeista na trawie. Dwukrotny medalista olimpijski.
Występował w obronie. W reprezentacji Holandii debiutował w 1996. Brał udział w trzech igrzyskach (IO 00, IO 04, IO 08), na dwóch zdobywał medale: złoto w 2000 oraz srebro w 2004. Z kadrą brał udział m.in. w mistrzostwach świata w 1998 (złoty medal) i 2002 (brązowy medal) oraz kilku turniejach Champions Trophy i mistrzostw Europy. Łącznie rozegrał 271 spotkań i strzelił 8 bramek.
Jego kuzynem jest Jeroen Delmee.